# 조인스닷컴
조인스는 중앙일보가 운영하는 포탈 사이트다.
2010년 조인스와 MSN이 합병되며 조인스MSN이 되었다가 2013년 조인스와 MSN으로 다시 분리됐다.
2014년 중앙그룹에서 발행하는 40여 종의 신문과 잡지를 제공하는 디지털 매거진 서비스로 개편됐다.
2016년 중앙그룹 및 제휴 매체사가 발행하는 100여 종의 무제한 볼 수 있는 상품, 조인스 프라임을 출시했다.
2019년 서비스 이름을 무제한 정액제 상품과 동일한 조인스 프라임으로 변경했다.

## 연혁
- 2010년 10월 15일 MSN과 조인스MSN으로 합병
- 2013년 7월 01일 조인스와 MSN으로 분리
- 2014년 9월 22일 중앙그룹 디지털 매거진 서비스로 개편
- 2016년 9월 01일 무제한 정액제 상품 조인스 프라임 출시
- 2022년 6월 30일 모든 서비스 종료

## 제공 매체
조인스 프라임은 10개 카테고리, 126종의 매거진을 제공하고 있다.('19년 3월 기준)
| 카테고리      | 매체                                                                                               |
| ------------- | -------------------------------------------------------------------------------------------------- |
| 신문          | 중앙일보, 중앙SUNDAY, 코리아중앙데일리, 미주 중앙일보, 일간스포츠, 여행신문 등                     |
| 패션/뷰티     | 맥심, 에스콰이어, 맥스큐, 코스모폴리탄, 대학내일, 맨즈헬스, 바자, 퀸, 엘르, 헤렌 등                |
| 만화          | 신의 물방울, 미스터 초밥왕, 이니셜D, 챔프D, 코믹진 점프 등                                         |
| 경제/경영     | 이코노미스트, 포브스코리아, 월간중앙, 머니S, 이코노믹리뷰, 포춘코리아, 월간식당 등                 |
| 취미/건강     | 카라이프, 골프매거진, 자전거생활, 월간 플래툰, 월간낚시21, 플로라, 포포투, 테니스코리아 등         |
| 인문/사회     | 디지털인사이트, 파퓰러사이언스, 유레카, 스켑틱, 친디아플러스, 시사오늘, 살맛나는세상 등            |
| 리빙/인테리어 | 전원속의 내집, 건축세계, 인테리어월드, 어라운드, 월간웨딩21, 이하우징, 레몬트리 등                 |
| 여행          | 트래비, 어라운드, 투어코리아, 뚜르드몽드, 도어 DOR, 서울사랑, 땅과사람들, 호텔아비아, 스트리트H 등 |
| 예술/대중문화 | 씨네21, CA, 월간미술, 음악저널, 아츠앤컬쳐, 씬플레이빌, 월간 리뷰, 국립극장 미르 등                |
| 교육          | 위매거진, 월간 에듀클래식, 소년중앙, 밥매거진, 음악쟁이, 씽크 잉글리쉬, 내친구서울 등              |

## 같이 보기
- 중앙그룹
- 중앙일보
- 중앙일보 미주법인